# Richard Rojas (futbolista)
Richard José Rojas Guzmán (Cochabamba, 27 de febrero de 1975) es un exfutbolista y actual entrenador boliviano. Actualmente dirige a Universitario de Tarija de la Asociación Tarijeña de Fútbol. Como jugador se desempeñaba como centrocampista.

## Clubes

### Como jugador
| Club                   | País    | Año         |
| ---------------------- | ------- | ----------- |
| The Strongest          | Bolivia | 1996        |
| Chaco Petrolero        | Bolivia | 1997        |
| The Strongest          | Bolivia | 1998 - 2002 |
| San José               | Bolivia | 2002 - 2003 |
| The Strongest          | Bolivia | 2003 - 2005 |
| Aurora                 | Bolivia | 2005        |
| The Strongest          | Bolivia | 2005 - 2006 |
| Aurora                 | Bolivia | 2006 - 2008 |
| San José               | Bolivia | 2008 - 2009 |
| La Paz FC              | Bolivia | 2010 - 2011 |
| Jorge Wilstermann      | Bolivia | 2013        |
| Municipal de Tiquipaya | Bolivia | 2013 - 2015 |

### Como entrenador
| Club                       | País    | Año               |
| -------------------------- | ------- | ----------------- |
| Municipal Tiquipaya        | Bolivia | 2016 - 2017       |
| Real Tomayapo (Inferiores) | Bolivia | 2022              |
| Real Tomayapo              | Bolivia | 2022              |
| Gualberto Villarroel       | Bolivia | 2024              |
| Universitario de Tarija    | Bolivia | 2024 - Actualidad |